# Arcueil (Fluss)
Der Arcueil [aʁ.kœj]  ist ein Fluss in Frankreich, der im Département Cantal in der Region Auvergne-Rhône-Alpes verläuft. Er entspringt im nördlichen Teil der Landschaft Margeride, im Gemeindegebiet von Védrines-Saint-Loup, entwässert rund die Hälfte seines Laufes Richtung Nordwest, dreht dann aber auf Nordost und mündet nach rund 38 Kilometern im Gemeindegebiet von Massiac als rechter Nebenfluss in den Alagnon.

## Orte am Fluss
(Reihenfolge in Fließrichtung)
- Montchamp
- Lastic
- Vieillespesse
- Bonnac
- Massiac